# Aiden Wilson Tozer
Aiden Wilson Tozer (* 21. April 1897 in La Jose (heute Newburg), Pennsylvania, Vereinigte Staaten; † 12. Mai 1963 in Toronto, Kanada), besser bekannt als A. W. Tozer, war ein US-amerikanischer evangelischer Pastor und Autor. Seine Werke werden dem Evangelikalismus zugeordnet.

## Lebenslauf

### Kindheit und Jugend
Aiden Wilson Tozer wurde im Clearfield County in den ländlichen Bergen Pennsylvanias geboren und wuchs als das dritte von sechs Kindern einer Bauernfamilie auf. Sein Vater Jacob Tozer erzog die Kinder zu Disziplin und harter Arbeit, aber er zeigte ihnen keine Zuneigung und entwickelte keine persönliche Nähe zu ihnen. Als Aiden zehn Jahre alt war, brannte das Wohnhaus der Tozers durch die Unachtsamkeit der Großmutter nieder. Nachdem das Haus wieder aufgebaut worden war, verließ Zene, der ältere Bruder, die Familie, um in Akron bei der neu entstehenden Industrie für Gummireifen zu arbeiten. Aufgrund der hohen Arbeitsbelastung erlitt der Vater im Herbst 1907 einen Nervenzusammenbruch mit einer anschließenden schweren Depression. Durch den darauffolgenden Klinikaufenthalt trat nur eine vorübergehende Besserung ein, und weitere Klinikaufenthalte folgten in den nächsten fünf Jahren. Aiden musste nun den älteren Bruder und den Vater ersetzen, obwohl er noch nicht elf Jahre alt war. Damit hörte seine Kindheit auf.
1912 gab der Vater den Bauernhof auf, und die Familie siedelte nach Akron in Ohio um, wo er und Aiden Arbeit bei Goodyear in der Gummireifenindustrie bekamen. Als Aiden 17 Jahre alt war, hörte er einem Straßenprediger zu, der sagte: „Wenn ihr nicht wisst, wie man betet, geht heim, setzt euch hin und bittet: ‚O Gott, sei mir gnädig, denn ich bin ein Sünder.‘“ Genau das tat er dann allein auf dem Dachboden. Einige Wochen später schloss er sich der Gemeinde Grace Methodist Episcopal Church an, wo er sich auch taufen ließ. In dieser Gemeinde lernte er seine spätere Frau kennen, die zwei Jahre jüngere Ada Cecelia Pfautz. Später ging er in die Gemeinde der Christian and Missionary Alliance (C&MA). Hier lernte er neben den Grundlagen des christlichen Glaubens auch, in Straßenversammlungen öffentlich zu predigen. Dabei fühlte er sich von Gott gerufen, Prediger zu werden. Während eines Gebets mit seiner künftigen Schwiegermutter, Kate Pfautz, machte er eine Erfahrung, von der er sagte, dass er „mit einer gewaltigen Gabe des Heiligen Geistes getauft wurde“. Diese Erfahrung wurde bestimmend für den Rest seines Lebens.

### Dienst als Pastor
Aiden und Ada heirateten am 26. April 1918. Aus dieser Ehe gingen sieben Kinder hervor. Bald nach der Heirat gab Tozer seine Arbeit auf, um vollzeitlich in den Dienst als Evangelist und Prediger zu gehen. Wegen des Ersten Weltkrieges wurde er zwar im September zum Wehrdienst einberufen, kam aber nicht mehr zum Einsatz. 1919 bekam er seine erste Pastorenstelle in einer C&MA-Gemeinde in Stonewood (West Virginia), obwohl er über keinerlei theologische Ausbildung oder höhere Schulbildung verfügte. In dieser Zeit wurde er innerhalb der C&MA als begabter Prediger bekannt.
Tozer hatte bereits als Pastor in verschiedenen C&MA-Gemeinden gedient, als er 1928, nachdem er zuerst zweimal abgelehnt hatte, die Berufung in die Southside-Alliance-Gemeinde in Chicago annahm und dort 31 Jahre diente. Dabei waren ihm die Anbetung Gottes und viel Zeit für das Gebet zentral, seine einfachen, kraftvollen Predigten waren eigentlich nur Erweiterungen davon. In dieser Zeit wuchs die Gemeinde von 80 auf 800 Mitglieder. Ab 1950 wurde er Redakteur und schrieb regelmäßig Artikel für die Zeitschrift der C&MA The Alliance Weekly (später The Alliance Witness); innerhalb kurzer Zeit verdoppelte sich deren Auflage. 1943 erschien sein erstes Buch, eine Studie über Albert Benjamin Simpson, den Gründer der C&MA, anlässlich seines hundertsten Geburtstages. Ab 1951 hatte Tozer sonntagmorgens eine regelmäßige Radiosendung im Sender des Moody Bible Institute, die ihn landesweit bekannt machte.

### Letzte Jahre
Nachdem die Gemeindeleitung beschlossen hatte, das bestehende Kirchengebäude an eine afroamerikanische Gemeinde zu verkaufen und in einem anderen Stadtteil ein neues Gebäude zu bauen, gab Tozer seine Pastorenstelle auf. Er nahm Ende 1959 das Angebot einer Gemeinde in Toronto an, die ihn nur verpflichtete, jeden Sonntag zwei Predigten zu halten. Da er von den sonst üblichen Aufgaben eines Pastors entbunden war, konnte er Vortragsreisen machen und weitere Bücher verfassen. In dieser Zeit entstand auch sein erfolgreichstes Buch The Knowledge of the Holy (dt. Das Wesen Gottes).
Tozer starb plötzlich am 12. Mai 1963 in Toronto an einem Herzinfarkt.
Seine Frau, deren Bedürfnisse er oft nicht genügend beachtet hatte, heiratete ein Jahr nach seinem Tod den Witwer Leonard Odam. Über diese Ehe sagte sie: „Nie in meinem Leben bin ich glücklicher gewesen. Aiden liebte Jesus Christus, aber Leonard Odam liebt mich.“

## Werke (Auswahl)
- The Knowledge of the Holy.
  - Das Wesen Gottes.
- The Divine Conquest. Fleming H. Revell, New York 1959
  - Die vergessene Kraft. Von Wesen und Wirkungen des Heiligen Geistes. Brockhaus, Wuppertal 1975 und 1982. ISBN 978-3-4170-0524-0
- Geistliche Tiefe gewinnen. Zapf & Hoffmann 1998. ISBN 978-3-9314-8916-8
- I Call It Heresy!
  - Muss man Gott fürchten? Das Gottesbild der Postmoderne. CLV, Bielefeld 2001. ISBN 978-3-8939-7281-4
- Wie kann man Gott gefallen? Erweckung und geistliches Wachstum. CLV, Bielefeld 2001. ISBN 978-3-8939-7285-2
- Verändert in sein Bild. Tägliche Andachten. CLV, Bielefeld 2001. ISBN 978-3-8939-7614-0
- The Pursuit of God.
  - Gottes Nähe suchen. SCM Hänssler, Holzgerlingen 2008. ISBN 978-3-7751-4523-7 (Aus dem Englischen übersetzt von Christina Wuttke, 2. Auflage)
- Gegründet im Wort, brennend im Geist. Christlicher Mediendienst Hünfeld 2010. ISBN 978-3-939833-31-4
- Gib mir dein Herz zurück! Was der Christenheit verloren ging. CLV, Bielefeld 2017. ISBN 978-3-8669-9286-3